# Mark Spektor
Mark Borisowicz Spektor (ros. Марк Борисович Спектор, ur. 1903 w Mikołajowie, zm. w sierpniu 1985 w Moskwie) – funkcjonariusz radzieckich służb specjalnych, pułkownik bezpieczeństwa państwowego.

## Życiorys
Do 1915 skończył dwie klasy szkoły żydowskiej w Mikołajowie, pracował jako pomocnik ślusarza, w 1918 był jednym z organizatorów Komunistycznego Związku Młodzieży w Mikołajowie, członek Czerwonej Gwardii i w latach 1918-1923 Komsomołu, działacz podziemia komunistycznego w Mikołajowie. Od stycznia 1920 funkcjonariusz gubernialnej Czeki w Mikołajowie, później czekista w Charkowie, od sierpnia 1925 do stycznia 1927 kursant Wyższej Szkoły Pogranicznej OGPU ZSRR, później funkcjonariusz GPU w Odessie, od września do grudnia 1930 funkcjonariusz sektora operacyjnego GPU w Połtawie, a od grudnia 1930 do lutego 1932 w Winnicy. Od lutego 1932 pełnomocnik operacyjny Wydziału Specjalnego Dniepropietrowskiego Obwodowego Oddziału GPU, od lipca do 27 sierpnia 1934 szef Oddziału 3 Wydziału Tajno-Politycznego Zarządu Bezpieczeństwa Państwowego (UGB) Zarządu NKWD obwodu odeskiego, od 27 sierpnia 1934 do listopada 1935 pomocnik szefa Wydziału Tajno-Politycznego UGB Zarządu NKWD obwodu odeskiego, od listopada 1935 do grudnia 1936 szef oddziału Wydziału Tajno-Politycznego UGB Zarządu NKWD obwodu charkowskiego, od 23 marca 1936 starszy porucznik bezpieczeństwa państwowego. Od grudnia 1936 do 8 maja 1937 szef oddziału Wydziału 4 UGB Zarządu NKWD obwodu charkowskiego, od 8 maja do 26 lipca 1937 zastępca szefa Wydziału 4 UGB Zarządu NKWD obwodu charkowskiego, od 4 sierpnia do 22 października 1937 szef Wydziału 4 UGB Zarządu NKWD obwodu odeskiego, od 22 października 1937 do marca 1938 zastępca szefa Zarządu NKWD obwodu odeskiego, 17 listopada 1937 awansowany na kapitana bezpieczeństwa państwowego. Od marca do 20 maja 1938 p.o. Wydziału 3 UGB NKWD Ukraińskiej SRR, od 26 maja do 28 lipca 1938 p.o. zastępcy szefa Zarządu NKWD obwodu kijowskiego, od lipca do 20 sierpnia 1938 szef Wydziału 6 Zarządu 2 NKWD ZSRR, od 20 sierpnia do 29 września 1938 szef Wydziału 7 Zarządu 2 NKWD ZSRR. Od 29 września 1938 do lutego 1941 zastępca szefa Oddziału 10 Wydziału 4 Głównego Zarządu Bezpieczeństwa Państwowego, od lutego do grudnia 1941 szef wydziału Zarządu 3 Ludowego Komisariatu Marynarki Wojennej ZSRR, 1941 mianowany komisarzem brygadowym, od grudnia 1941 do 23 kwietnia 1942 szef Wydziału Specjalnego Floty Północnej. Od 6 września 1942 do 1943 zastępca szefa Wydziału Specjalnego 2 Armii Rezerwowej, później zastępca szefa Wydziału Specjalnego 63 Armii, 14 lutego 1943 awansowany na pułkownika bezpieczeństwa państwowego, od grudnia 1943 do kwietnia 1944 na leczeniu, od kwietnia do października 1944 w rezerwie Głównego Zarządu Kontrwywiadu Smiersz, od 5 października 1944 do czerwca 1946 szef wydziału i Specjalnej Grupy Inspektorskiej Sekretariatu NKGB ZSRR, następnie na emeryturze.

## Odznaczenia
- Order Lenina
- Order Czerwonego Sztandaru (3 listopada 1944)
- Order Wojny Ojczyźnianej I klasy
- Order Czerwonej Gwiazdy (19 grudnia 1937)
- Medal jubileuszowy „XX lat Robotniczo-Chłopskiej Armii Czerwonej” (1938)

I 5 medali.